# Альбано-Сант-Алессандро
Альба́но-Сант-Алесса́ндро (итал. Albano Sant'Alessandro) — коммуна в Италии, располагается в регионе Ломбардия, в провинции Бергамо.
Население составляет 7 170 человек (2008 г.), плотность населения составляет 1280 чел./км². Занимает площадь 5 км². Почтовый индекс — 24061. Телефонный код — 035.
Покровителями населённого пункта считаются святители Корнелий и Киприан. Их память празднуется 16 сентября.

## Демография
Динамика населения: